# He Wasn't Man Enough
He Wasn't Man Enough é uma canção da cantora norte-americana de R&B Toni Braxton, lançada pela LaFace Records em 7 de março de 2000 como o primeiro single de seu terceiro álbum de estúdio, The Heat (2000). A música foi produzida por Rodney "Darkchild" Jerkins, e tem um estilo musical dance-pop e R&B, que difere no gênero das baladas anteriores de Braxton.
A música recebeu críticas positivas de críticos de música, muitos dos quais a elogiaram como um dos melhores trabalhos de Braxton. O single teve sucesso internacional e se tornou uma das músicas mais famosas de Braxton, alcançando a 2ª posição na Billboard Hot 100 por duas semanas, também alcançou o 1º lugar na parada de R&B/Hip-Hop Songs, onde permaneceu no topo por quatro semanas. A música rendeu a Braxton seu sexto prêmio Grammy de Melhor Performance Vocal Feminina de R&B em 2001.

## Videoclipe
O vídeo foi dirigido por Bille Woodruff, e foi filmado de 25 a 26 de fevereiro de 2000, começa com Braxton como uma super-heroína animada que tenta afastar os vilões. Em seguida, ela é mostrada dançando em um corredor vermelho. A cena se transforma em um clube onde seu ex (interpretada pela atriz Robin Givens) entram. Givens olha Braxton de cima para baixo e mostra seu anel de casamento. Braxton zomba porque ela o teve primeiro e sabe que ele não presta.
Em um ponto, as duas se encontram no banheiro do clube, e Braxton deixa a nova esposa saber por que ela largou o marido. Elas armam um plano para se vingarem dele, no qual Braxton entra em um quarto com ele e faz com que ele deixe cair as calças; o tempo todo tem uma câmera gravando tudo, e todo mundo no clube está assistindo. No final, Givens aparece e joga o anel nele, e as duas comemoram. O clipe também tem aparições de Rodney Chester e Tamar Braxton. 

## Faixas e Formatos
CD Single (Arista 74321 75146 2)
1. He Wasn't Man Enough (Radio edit) - 3:58
2. He Wasn't Man Enough (Extended edit) - 5:35

Promo CD Single (LaFace CDX 2239)
1. He Wasn't Man Enough - 4:21

Austrália CD Single (Arista / LaFace 74321 75785 2)
1. He Wasn't Man Enough (Radio edit) - 4:02
2. You're Makin' Me High (Classic edit) - 3:38
3. He Wasn't Man Enough (Extended edit) - 5:35
4. He Wasn't Man Enough (Music video)

US CD Single (LaFace 73008 24463 2)
1. He Wasn't Man Enough (Album version) - 4:21
2. He Wasn't Man Enough (Instrumental) - 4:19

Promo CD EUA (LaFace LFPCD-4444)
1. He Wasn't Man Enough (Album version) - 4:21
2. He Wasn't Man Enough (Instrumental) - 4:19
3. He Wasn't Man Enough (Call Out Research Hook) - 0:10

Versões Oficiais
- "He Wasn't Man Enough" (a cappella) – 4:19
- "He Wasn't Man Enough" (Junior Marathon Mix) – 12:06
- "He Wasn't Man Enough" (Junior Instrumental) – 8:06
- "He Wasn't Man Enough" (Peter Rauhofer NYC Club Mix) – 8:42
- "He Wasn't Man Enough" (Peter Rauhofer NYC Dub) – 10:29
- "He Wasn't Man Enough" (Forces of Nature Remix)
- "He Wasn't Man Enough" (Forces of Nature Dub)

## Certificações
| Região                | Certificação | Vendas   |
| --------------------- | ------------ | -------- |
| Austrália (ARIA)      | Ouro         | 35,000^  |
| Bélgica (BEA)         | Ouro         | 25,000   |
| Nova Zelândia (RMNZ)  | Platina      | 10,000*  |
| Reino Unido (BPI)     | Prata        | 200,000^ |
| Estados Unidos (RIAA) | Ouro         | 600,000  |